# Didymocantha quadriguttata
Didymocantha quadriguttata är en skalbaggsart som beskrevs av Sharp 1886. Didymocantha quadriguttata ingår i släktet Didymocantha och familjen långhorningar. Inga underarter finns listade i Catalogue of Life.